# Cordell Hull
Cordell Hull (ur. 2 października 1871, zm. 23 lipca 1955) – amerykański polityk, sekretarz stanu Stanów Zjednoczonych od 1933 do 1944 roku. Swoją politykę koncentrował na tworzeniu dobrych stosunków z państwami Ameryki Południowej i nie dostrzegł oznak narastającego kryzysu na Dalekim Wschodzie (japońska inwazja na Mandżurię i wojna chińsko-japońska).
Zlekceważył również doniesienia ambasadora Josepha C. Grewa o japońskich przygotowaniach do wojny. W 1941 r. prowadził bez efektu rokowania z Japonią. W czasie wojny był gorącym zwolennikiem utworzenia Organizacji Narodów Zjednoczonych (ONZ). Brał udział w konferencjach w Moskwie w 1943 r. i w Dumbarton Oaks. W listopadzie 1944 r. zrezygnował ze stanowiska i przeszedł na emeryturę. W 1945 roku, w uznaniu zasług dla utworzenia ONZ, otrzymał Pokojową nagrodę Nobla.